# Unseen Academicals
Unseen Academicals es la 37ª novela de la saga de Mundodisco de Terry Pratchett, publicada en 2009. Se publicó en España con el título de El Atlético Invisible. En esta novela se tiene a los magos como protagonistas (incluido el mago de novelas anteriores, Rincewind), y satiriza el mundo del fútbol desde su versión medieval hasta la que conocemos actualmente.

## Argumento
El fútbol ha llegado a la antigua ciudad de Ankh-Morpork, y no el anticuado y lento juego de empujar y golpear, sino el nuevo y rápido fútbol, con sombreros puntiagudos para los arcos y balompiés que siguen yendo en la dirección definida una vez que caen al piso. Y ahora, los magos de la Universidad Invisible deben ganar un partido sin usar la magia, así que son llevados a probar todo lo demás, para asegurar una herencia.
La promesa del Gran Partido atrae a un jovenzuelo de las calles de la ciudad con un asombroso talento para patear latas con precisión, a una cocinera del turno de noche de la Universidad, a una tranquila pero hermosa joven mujer que puede llegar a convertirse en la más grande modelo de moda (enana) que ha existido nunca, y al misterioso Sr. Nutt (nadie sabe mucho acerca del Sr. Nutt, ni siquiera el Sr. Nutt, algo que lo preocupa bastante) quien debe vencer los estereotipos de violencia de su raza y entrenar a un equipo para ganar el gran partido.
A medida que la fecha del partido se acerca, cuatro vidas son entrelazadas y cambiadas para siempre. Porque la cosa acerca del fútbol - lo importante acerca del fútbol - es que no todo es fútbol.